# Georgian Public Broadcaster
Georgian Public Broadcaster (GPB, gruz. საქართველოს საზოგადოებრივი მაუწყებელი, trb. Sakartwelos sazogadoebriwi mauckebeli) – gruziński nadawca publiczny radiowo-telewizyjny z siedzibą w Tbilisi. Obecnie nadaje od 1925 kanały radiowe oraz od 1956 kanały telewizyjne. Na kanały telewizji publicznej składają się: 1TV i First Channel – Teleschool, który w 2023 zakończył nadawanie.